# Karel Kliment
Karel Kliment (30. září 1897 Třebíč – 4. června 1983 Třebíč) byl český a československý politik Komunistické strany Československa a poválečný poslanec Ústavodárného Národního shromáždění a Národního shromáždění ČSR.

## Biografie
V roce 1917 narukoval do války. Po válce pracoval jako skladník v dělnickém spotřebním družstvu Svépomoc v Třebíči. Jeho rodiče byli členy sociálně demokratické strany, do níž po válce vstoupil i Karel. Byl aktivní v odborech. Roku 1921 patřil mezi zakládající členy KSČ.
Počátkem druhé světové války se stal prvním ilegálním krajským tajemníkem KSČ pro olomoucký kraj. Jeho bratrem byl další významný komunistický politik Augustin Kliment (Gustav).
V parlamentních volbách v roce 1946 byl zvolen poslancem Ústavodárného Národního shromáždění za KSČ. V parlamentu setrval do konce funkčního období, tedy do voleb do Národního shromáždění roku 1948, v nichž byl zvolen do Národního shromáždění za KSČ ve volebním kraji Jihlava. Mandát zastával do konce funkčního období, tedy do roku 1954.
Zastával i stranické posty. VIII. sjezd KSČ ho zvolil náhradníkem Ústředního výboru Komunistické strany Československa. V roce 1946 byl okresním tajemníkem KSČ v Třebíči a téhož roku se stal i tajemníkem Krajského výboru KSČ v Jihlavě. V období let 1947–1949 zastával funkci vedoucího tajemníka OV KSČ v Jihlavě. Během únorového převratu v roce 1948 se v tomto regionu podílel na přebírání moci a byl členem krajského Akčního výboru Národní fronty. V letech 1957–1960 byl předsedou Místního národního výboru v Třebíči.
Byl mu udělen Řád republiky, Řád práce a Vyznamenání Za zásluhy o výstavbu.
Zemřel v červnu 1983.

## Vyznamenání
- Vyznamenání Za zásluhy o výstavbu (1955)
- Řád práce (1957)
- Řád republiky (1972)